# هونفوس
هونفوس یا هونه‌فوس (به نروژی: Hønefoss) شهری در نروژ است که در استان بوسکرود واقع شده‌است.

## خصوصیات
هونفوس ۱۳٬۹۳۰ نفر جمعیت دارد و ۹۶ متر بالاتر از سطح دریا واقع شده‌است.